# Genoa 1893 1986-1987
Questa voce raccoglie le informazioni riguardanti il Genoa 1893 nelle competizioni ufficiali della stagione 1986-1987.

## Stagione
Nella stagione 1986-1987 il Genoa allenato da Attilio Perotti affronta la seconda stagione consecutiva in cadetteria. Prima della Coppa Italia il 12 ed il 13 agosto il club partecipa alla Columbus Cup, un torneo amichevole organizzato dalla Fininvest in onore di Cristoforo Colombo: al torneo partecipano oltre che i rossoblù Sampdoria, Milan ed Argentinos Juniors. Nel primo giorno del torneo i genoani superano ai calci di rigore la Sampdoria, mentre nella finale battono il Milan, aggiudicandosi il trofeo. In campionato il Genoa è giunto al sesto posto con 42 punti, mancando la promozione nella massima serie per un solo punto, il Cesena con 43 punti è salito in Serie A con Pescara e Pisa con 44 punti. Decisiva si è dimostrata la sconfitta dell'ultima giornata, il pesante (3-0) subito contro il Taranto e giocato sul campo neutro di Lecce, in un drammatico testa-coda che ha salvato il Taranto e lasciato il grifone in Serie B.
Nelle file rossoblù si sono distinti due attaccanti arrivati in doppia cifra, Luigi Marulla con 10 reti tutte in campionato, e Loriano Cipriani con 2 reti in Coppa Italia e 8 reti in campionato. Molto bene anche Alessandro Scanziani, autore di 6 reti, arrivato in estate dai cugini doriani. Nella Coppa Italia il Genoa disputa, prima del campionato, il sesto girone di qualificazione che promuove agli ottavi di finale l'Atalanta ed il Brescia, raccogliendo nel girone una vittoria e tre pareggi.

## Divise e sponsor
La maglia per le partite casalinghe presentava i colori rossoblù.
Lo sponsor tecnico per la stagione 1986-1987 fu Adidas, mentre lo sponsor ufficiale Levante Assicurazioni.
| Casa | Trasferta |

## Organigramma societario
Area direttiva
- Presidente: Aldo Spinelli
- Segretario: rag. Amedeo Garibotti
- Medico sociale: prof. Pierluigi Gatto

Area tecnica
- Allenatore: Attilio Perotti
- Allenatore Primavera: Claudio Maselli
- Preparatore atletico: Armando Onesti

## Rosa
| N. |                   | Ruolo | Calciatore           |
| -- | ----------------- | ----- | -------------------- |
|    | Italia (bandiera) | P     | Giovanni Cervone     |
|    | Italia (bandiera) | P     | Nevio Favaro         |
|    | Italia (bandiera) | P     | Mauro Pasquale       |
|    | Italia (bandiera) | D     | Graziano Bini        |
|    | Italia (bandiera) | D     | Giancarlo Greco      |
|    | Italia (bandiera) | D     | Roberto Policano     |
|    | Italia (bandiera) | D     | Claudio Testoni      |
|    | Italia (bandiera) | D     | Vincenzo Torrente    |
|    | Italia (bandiera) | D     | Angelo Trevisan      |
|    | Italia (bandiera) | C     | Stefano Bosetti      |
|    | Italia (bandiera) | C     | Giuseppe Maria Butti |

| N. |                   | Ruolo | Calciatore           |
| -- | ----------------- | ----- | -------------------- |
|    | Italia (bandiera) | C     | Luca Chiappino       |
|    | Italia (bandiera) | C     | Sergio Domini        |
|    | Italia (bandiera) | C     | Stefano Eranio       |
|    | Italia (bandiera) | C     | Claudio Luperto      |
|    | Italia (bandiera) | C     | Francesco Mileti     |
|    | Italia (bandiera) | C     | Alessandro Scanziani |
|    | Italia (bandiera) | C     | Andrea Spallarossa   |
|    | Italia (bandiera) | A     | Claudio Ambu         |
|    | Italia (bandiera) | A     | Loriano Cipriani     |
|    | Italia (bandiera) | A     | Luigi Marulla        |
|    | Italia (bandiera) | A     | Franco Rotella       |

## Risultati

### Serie B

#### Girone di andata
| Arbitro: | Gava (Conegliano) |

|                            |           |                          |
| Di Nicola 36’ Bronzini 76’ | Marcatori | 38’ Cipriani 83’ Marulla |

| Arbitro: | Tuveri (Cagliari) |

|                            |           |           |
| Scanziani 25’ Cipriani 82’ | Marcatori | 6’ Pagano |

| Bologna 28 settembre 1986 3ª giornata | Bologna       | 0 – 0 | Genoa | Stadio Renato Dall'Ara\| Arbitro: \| Testa (Prato) \| |
| Arbitro:                              | Testa (Prato) |       |       |                                                       |

| Genova 5 ottobre 1986 4ª giornata | Genoa              | 0 – 0 | Arezzo | Stadio Luigi Ferraris\| Arbitro: \| Felicani (Bologna) \| |
| Arbitro:                          | Felicani (Bologna) |       |        |                                                           |

| Arbitro: | Coppetelli (Tivoli) |

|            |           |              |
| Savino 61’ | Marcatori | 26’ Cipriani |

| Arbitro: | Dal Forno (Ivrea) |

|                                          |           |                         |
| Marulla 20’ Domini 37’ Cipriani 58’, 74’ | Marcatori | 25’ Parpiglia 54’ Russo |

| Arbitro: | Sguizzato (Verona) |

|              |           |              |
| Lombardo 30’ | Marcatori | 90’ Cipriani |

| Arbitro: | Novi (Pisa) |

|             |           |  |
| Marulla 14’ | Marcatori |  |

| Arbitro: | Longhi (Roma) |

|                           |           |             |
| Venditelli 17’ Napoli 58’ | Marcatori | 72’ Marulla |

| Arbitro: | Boschi (Parma) |

|                      |           |  |
| Sclosa 71’ Caneo 84’ | Marcatori |  |

| Arbitro: | Luci (Firenze) |

|                                          |           |  |
| Eranio 5’ Masolini 7’ (aut.) Marulla 37’ | Marcatori |  |

| Arbitro: | Fabricatore (Roma) |

|             |           |             |
| Sorbello 9’ | Marcatori | 51’ Marulla |

| Arbitro: | Casarin (Milano) |

|                                    |           |                          |
| Domini 22’ Rotella 63’ Marulla 76’ | Marcatori | 81’ Barbas 87’ O. Tacchi |

| Arbitro: | Cornieti (Forlì) |

|                                   |           |  |
| Scanziani 15’ Cipriani 60’ (rig.) | Marcatori |  |

| Arbitro: | Pairetto (Torino) |

|                    |           |             |
| Piovani 75’ (rig.) | Marcatori | 20’ Marulla |

| Arbitro: | Redini (Pisa) |

|                                      |           |  |
| Podavini 8’ (rig.) Caso 75’ Poli 78’ | Marcatori |  |

| Arbitro: | Fabricatore (Roma) |

|             |           |                |
| Rotella 10’ | Marcatori | 71’ Rizzitelli |

| Bari 18 gennaio 1987 18ª giornata | Bari             | 0 – 0 | Genoa | Stadio della Vittoria\| Arbitro: \| Casarin (Milano) \| |
| Arbitro:                          | Casarin (Milano) |       |       |                                                         |

| Genova 25 gennaio 1987 19ª giornata | Genoa       | 0 – 0 | Taranto | Stadio Luigi Ferraris\| Arbitro: \| Novi (Pisa) \| |
| Arbitro:                            | Novi (Pisa) |       |         |                                                    |

#### Girone di ritorno
| Arbitro: | Amendolia (Messina) |

|                              |           |              |
| Policano 33’, 77’ Eranio 40’ | Marcatori | 13’ Selvaggi |

| Arbitro: | Luci (Firenze) |

|                                 |           |                   |
| Gasperini 40’ (rig.) Loseto 73’ | Marcatori | 66’ (aut.) Benini |

| Arbitro: | Pezzella (Frattamaggiore) |

|            |           |                  |
| Eranio 38’ | Marcatori | 64’ En. Nicolini |

| Arbitro: | Frigerio (Milano) |

|                          |           |  |
| Ermini 15’ Dell'Anno 26’ | Marcatori |  |

| Arbitro: | Pucci (Firenze) |

|                         |           |  |
| Cipriani 4’ Marulla 73’ | Marcatori |  |

| Campobasso 22 marzo 1987 25ª giornata | Campobasso         | 0 – 0 | Genoa | Stadio Nuovo Romagnoli\| Arbitro: \| Lombardo (Marsala) \| |
| Arbitro:                              | Lombardo (Marsala) |       |       |                                                            |

| Arbitro: | Pezzella (Frattamaggiore) |

|               |           |             |
| Scanziani 29’ | Marcatori | 44’ Bencina |

| Trieste 5 aprile 1987 27ª giornata | Triestina         | 0 – 0 | Genoa | Stadio Giuseppe Grezar\| Arbitro: \| Pairetto (Torino) \| |
| Arbitro:                           | Pairetto (Torino) |       |       |                                                           |

| Arbitro: | Magni (Bergamo) |

|                      |           |  |
| Bellopede 13’ (aut.) | Marcatori |  |

| Arbitro: | Longhi (Roma) |

|          |           |             |
| Ambu 44’ | Marcatori | 83’ Cecconi |

| Arbitro: | Mattei (Macerata) |

|             |           |               |
| Rabitti 74’ | Marcatori | 63’ Scanziani |

| Arbitro: | Di Cola (Avezzano) |

|                               |           |  |
| Mileti 59’ Allievi 75’ (aut.) | Marcatori |  |

| Arbitro: | Frigerio (Milano) |

|                                |           |                   |
| Pasculli 79’ (rig.) Panero 86’ | Marcatori | 75’ (aut.) Panero |

| Arbitro: | Fabricatore (Roma) |

|                         |           |                           |
| Piras 57’ Valentini 89’ | Marcatori | 12’ Scanziani 37’ Marulla |

| Arbitro: | Magni (Bergamo) |

|          |           |            |
| Ambu 87’ | Marcatori | 47’ Voloti |

| Arbitro: | Pezzella (Frattamaggiore) |

|                        |           |  |
| Scanziani 40’ Ambu 55’ | Marcatori |  |

| Arbitro: | Agnolin (Bassano del Grappa) |

|                                    |           |  |
| Bordin 24’ Simonini 52’ Traini 72’ | Marcatori |  |

| Arbitro: | Pairetto (Torino) |

|                             |           |  |
| Carrera 20’ (aut.) Ambu 52’ | Marcatori |  |

| Arbitro: | Lo Bello (Siracusa) |

|                                 |           |  |
| De Vitis 15’, 56’ Maiellaro 46’ | Marcatori |  |

### Coppa Italia

#### Primo turno
| Arbitro: | Tuveri (Cagliari) |

|              |           |               |
| Cipriani 53’ | Marcatori | 72’ Tarantino |

| Arbitro: | Fabricatore (Roma) |

|                           |           |                      |
| Policano 15’ Cipriani 18’ | Marcatori | 80’ (rig.) Bonometti |

| Bergamo 31 agosto 1986 3ª giornata | Atalanta                 | 0 – 0 | Genoa | Stadio Comunale\| Arbitro: \| Pezzela (Frattamaggiore) \| |
| Arbitro:                           | Pezzela (Frattamaggiore) |       |       |                                                           |

| Arbitro: | Nicchi (Arezzo) |

|            |           |               |
| Domini 16’ | Marcatori | 40’ Tamellini |

| Arbitro: | Luci (Firenze) |

|                            |           |                 |
| S. Schillaci 64’ Gobbo 87’ | Marcatori | 80’ Spallarossa |

## Statistiche

### Statistiche di squadra
| Competizione | Punti | In casa | In casa | In casa | In casa | In casa | In casa | In trasferta | In trasferta | In trasferta | In trasferta | In trasferta | In trasferta | Totale | Totale | Totale | Totale | Totale | Totale | DR |
| Competizione | Punti | G       | V       | N       | P       | Gf      | Gs      | G            | V            | N            | P            | Gf           | Gs           | G      | V      | N      | P      | Gf     | Gs     | DR |
| ------------ | ----- | ------- | ------- | ------- | ------- | ------- | ------- | ------------ | ------------ | ------------ | ------------ | ------------ | ------------ | ------ | ------ | ------ | ------ | ------ | ------ | -- |
| Serie B      | 42    | 19      | 12      | 7       | 0       | 32      | 11      | 19           | 0            | 11           | 8            | 12           | 28           | 38     | 12     | 18     | 8      | 44     | 39     | +5 |
| Coppa Italia | 5     | 3       | 1       | 2       | 0       | 4       | 3       | 2            | 0            | 1            | 1            | 1            | 2            | 5      | 1      | 3      | 1      | 5      | 5      | 0  |
| Totale       |       | 22      | 13      | 9       | 0       | 36      | 14      | 21           | 0            | 12           | 9            | 13           | 30           | 43     | 13     | 21     | 9      | 49     | 44     | +5 |

### Statistiche dei giocatori
| Giocatore      | Serie B  | Serie B | Serie B     | Serie B    | Coppa Italia | Coppa Italia | Coppa Italia | Coppa Italia | Totale   | Totale | Totale      | Totale     |
| Giocatore      | Presenze | Reti    | Ammonizioni | Espulsioni | Presenze     | Reti         | Ammonizioni  | Espulsioni   | Presenze | Reti   | Ammonizioni | Espulsioni |
| -------------- | -------- | ------- | ----------- | ---------- | ------------ | ------------ | ------------ | ------------ | -------- | ------ | ----------- | ---------- |
| C. Ambu        | 20       | 4       | ?           | ?          | ?            | ?            | ?            | ?            | 20+      | 4+     | ?           | ?          |
| G. Bini        | 10       | 0       | ?           | ?          | ?            | ?            | ?            | ?            | 10+      | 0+     | ?           | ?          |
| S. Bosetti     | 1        | 0       | ?           | ?          | ?            | ?            | ?            | ?            | 1+       | 0+     | ?           | ?          |
| G. Cervone     | 34       | -33     | ?           | ?          | ?            | ?            | ?            | ?            | 34+      | -33+   | ?           | ?          |
| L. Chiappino   | 26       | 0       | ?           | ?          | ?            | ?            | ?            | ?            | 26+      | 0+     | ?           | ?          |
| L. Cipriani    | 33       | 8       | ?           | ?          | ?            | ?            | ?            | ?            | 33+      | 8+     | ?           | ?          |
| S. Domini      | 34       | 2       | ?           | ?          | ?            | ?            | ?            | ?            | 34+      | 2+     | ?           | ?          |
| S. Eranio      | 36       | 3       | ?           | ?          | ?            | ?            | ?            | ?            | 36+      | 3+     | ?           | ?          |
| N. Favaro      | 4        | -6      | ?           | ?          | ?            | ?            | ?            | ?            | 4+       | -6+    | ?           | ?          |
| G. Greco       | 3        | 0       | ?           | ?          | ?            | ?            | ?            | ?            | 3+       | 0+     | ?           | ?          |
| C. Luperto     | 17       | 0       | ?           | ?          | ?            | ?            | ?            | ?            | 17+      | 0+     | ?           | ?          |
| L. Marulla     | 32       | 10      | ?           | ?          | ?            | ?            | ?            | ?            | 32+      | 10+    | ?           | ?          |
| F. Mileti      | 26       | 1       | ?           | ?          | ?            | ?            | ?            | ?            | 26+      | 1+     | ?           | ?          |
| R. Policano    | 32       | 2       | ?           | ?          | ?            | ?            | ?            | ?            | 32+      | 2+     | ?           | ?          |
| F. Rotella     | 31       | 2       | ?           | ?          | ?            | ?            | ?            | ?            | 31+      | 2+     | ?           | ?          |
| A. Scanziani   | 36       | 6       | ?           | ?          | ?            | ?            | ?            | ?            | 36+      | 6+     | ?           | ?          |
| A. Spallarossa | 16       | 0       | ?           | ?          | ?            | ?            | ?            | ?            | 16+      | 0+     | ?           | ?          |
| C. Testoni     | 23       | 0       | ?           | ?          | ?            | ?            | ?            | ?            | 23+      | 0+     | ?           | ?          |
| V. Torrente    | 33       | 0       | ?           | ?          | ?            | ?            | ?            | ?            | 33+      | 0+     | ?           | ?          |
| A. Trevisan    | 35       | 0       | ?           | ?          | ?            | ?            | ?            | ?            | 35+      | 0+     | ?           | ?          |